# 懿安皇太后
懿安皇太后（8世纪—848年6月25日），郭姓，唐宪宗嫡妻、唐穆宗生母。唐宪宗时，封貴妃。后尊封皇太后、太皇太后，谥曰懿安皇太后，或称懿安皇后。
郭氏為唐朝名將郭子儀孫女、郭曖与昇平公主长女，亦是唐代宗的外孙女、唐德宗的外甥女與长孙媳、唐顺宗的表妹兼媳婦，唐宪宗的表姑與元配。郭氏一生歷經唐朝七代皇帝治世，其中五朝極盡尊貴，是所謂七朝五尊。

## 生年

### 早年
郭氏的生年没有记载。她的家世顯赫，被唐德宗選為皇太子李誦（唐順宗）長子廣陵郡王李純的王妃。两人成婚的时间，当是在贞元九年（793年）十一月丁卯。举行婚礼时，十五岁的廣陵郡王李純“亲临主家，纳迎如礼”。又因生母身分高貴（為順宗姑母），再加上父、祖皆有功於皇室，因此郭氏本身也頗得順宗異寵。
貞元十一年（795年），郭氏生下李纯的第三子李宥，即唐穆宗。后又生一子绛王李寮（后改名李悟）及一女，即岐阳庄淑公主，下嫁重臣杜佑（《通典》作者）之孫杜悰。

### 皇太子嫡妻、贵妃时期
贞元二十一年（805年）初，唐顺宗即位后，三月，丈夫李纯被立为皇太子。夏四月，儿子李宥、李寮与其他兄弟同封郡王。没有史料提及郭氏获得了太子妃的册封。当时，朝廷政局激变，唐顺宗在同年八月被逼退位。李纯的母亲良娣王氏，也没有来及册封为皇后或妃嫔。郭氏可能同样未获太子妃的册封。
元和元年（806年），李純即位，是為憲宗。秋七月乙亥，郭氏以皇太子嫡妻身分卻只被冊為貴妃，而非皇后。她的儿子亦没有获封为皇太子。元和四年（809年），宪宗在翰林学士李绛等人册立皇太子的建议下，选择庶长子邓王李宁为皇太子。新旧唐书没有官员反对或质疑的记录:18。
元和六年（811年），皇太子李宁逝世。宪宗次子李恽和郭氏的儿子李宥成为继任皇太子人选，各有支持者。宪宗最初倾向选择李恽，而以翰林学士崔群为代表的朝臣支持李宥。当代研究者认为这是因为郭氏母族——郭子仪家族的政治影响力。最终，宪宗选择了郭氏的儿子李宥:19—20。元和七年（812年）十月，李宥被立为皇太子，改名恒。
元和八年（813年）12月，百官群奏憲宗冊郭貴妃為皇后，但憲宗以郭貴妃出身顯族，恐郭貴妃成為皇后，將不容許憲宗有後宮之寵，因而婉拒百官之請。自唐肅宗后的唐朝皇帝因对后妃干政的猜忌，不再在妃嫔在世之时将她册立为皇后。自唐代宗后，官员亦少有上表要求册立皇后。当代研究者指出，官员集体要求册立郭贵妃为皇后，是中晚唐唯一的一次。推测後宮之寵是憲宗的借口，实际原因是忌惮郭氏家族的政治影响力:54。

### 皇太后生涯
憲宗在位15年後暴崩，其子繼位，是為穆宗。穆宗即位後，郭貴妃母憑子貴升為皇太后，又對郭太后親族有一番封贈。郭太后居於興慶宮內，穆宗每月朔望定期朝見，還曾隨侍郭太后遊幸驪山，對郭太后相當孝順。穆宗在位四年，因服用丹藥駕崩。穆宗崩後，宮中盛傳郭太后將效法武則天臨朝稱制，郭太后大怒，說：「效法武氏？今太子雖幼，尚可選重德之人為輔臣，與我又何干？」於是穆宗長子即位，是為唐敬宗。

### 太皇太后时期
孙子唐敬宗即位後，尊生母王氏為皇太后、祖母郭太后為太皇太后。寶曆2年（826年），敬宗被宦官刘克明所殺，內外震驚，刘克明又擁立郭太皇太后的幼子絳王李悟為監國，事败，李悟遇害。於是郭太皇太后下詔迎敬宗之弟即位，是為唐文宗。因文宗尊生母蕭氏為皇太后，加上郭太皇太后與敬宗生母王太后，宮中共有三位皇太后，稱「三宮太后」。
郭氏為憲宗貴妃、穆宗母，又是敬宗、文宗的祖母，即使敬、文兩帝各自尊生母為皇太后，但郭氏一直受到諸帝至誠的尊養，在「三宮太后」中也以郭太皇太后為最尊。文宗駕崩後其弟武宗即位，而宮中為分辨三宮太后，稱敬宗母王氏為義安太后，文宗母為積慶太后，郭氏仍稱太皇太后，且「三宮太后」仍繼續受到武宗孝養。
武宗喜遊樂，又讓五坊小兒自由出入宮禁。一天，武宗朝見郭太皇太后時，向她問曰：「如何成為盛世天子？」郭太皇太后對曰：「勤於政事，聽取百官意見，不拒諫言，不納讒言，如此能為盛世天子。」於是，武宗漸漸專心為政，疏遠五坊小兒與遊樂，使唐朝國勢稍有起色。

### 宣宗即位後
武宗同父親穆宗一样，因相信長生不老之術而服食丹藥，最後中毒而死。武宗崩後，憲宗十三子光王李怡被擁立為皇太叔，於武宗梓宮前即位，是為唐宣宗。其兄穆宗乃郭氏為太子妃時與皇太子李純（唐憲宗）所生，故為嫡出。穆宗三子（敬宗李湛、文宗李昂、武宗李瀍）亦各有子嗣，據宗法本可繼承大統。然而卻因宣宗得到宦官勢力擁戴，登其大寶。郭太皇太后親支皇嗣子孫亦從此喪失入承大統的機會，更被迫與當年曾侍候自己的宮女（宣宗生母鄭氏）平起平坐，難免對宣宗母子心存介蒂，因此宣宗相較於先前諸帝，對郭太皇太后的孝養較為疏薄，也引起她的不悅。

### 去世
大中二年夏五月二十一日（848年6月25日）郭太皇太后去世。一說大中五年（851年3月），郭太皇太后登勤政樓，因對宣宗的禮薄有不滿，竟欲跳樓自盡，幸被侍從阻止。宣宗聽聞郭太皇太后跳樓一事非常憤怒，當晚，郭太皇太后在興慶宮冷井殿崩逝，疑为被宣宗所害，諡號懿安皇太后。
郭太皇太后死後，因與宣宗生母鄭太后之間有舊怨，宣宗欲將之葬於景陵外園，且不祔憲宗廟，雖有太常官王皞力諫，反驳说：“郭后本是唐宪宗在东宫时的元妃，作为儿媳侍奉唐顺宗，经历五朝皆为天下母后，不应再有异议。”卻被宣宗所拒，不久即将王暤贬职为句容县令。多年之後宣宗駕崩，唐懿宗即位，王皞再度請命，懿安皇太后郭氏這才配享憲宗。根据《唐会要》中太常博士殷盈孙的记述，与皇帝合祭的皇后神主当称“某谥皇后”。殷盈孙称郭氏为懿安皇后。

## 艺术形象
在香港電視廣播有限公司所拍攝的古裝電視劇宮心計中，由謝雪心飾演懿安皇后郭氏一角。劇中省略郭氏於唐朝順宗、憲宗、穆宗、敬宗、文宗年間的部分，著重在武宗、宣宗在位期間，郭氏與奸宦馬元贄、鄭太妃、光王之間的鬥智與後宮間的生活。而在光王登基為宣宗後，郭太后多次施計對付皆不果，最後憤恨的郭太后在登勤政樓自盡不成後，被鄭太后以失心疯为由送往上陽宮幽閉，並被馬元贄失手推柱撞死；和史實中不同的是，郭氏在宣宗登基後仍為太皇太后，不同劇中降為「郭（皇）太后」、郭氏是在興慶宮逝世的，至於死因史書未提及。

## 延伸阅读
[在维基数据编辑]
 《舊唐書/卷52》，出自刘昫《舊唐書》
 《新唐書/卷077》，出自《新唐書》